# Sesto
Sesto (latín, Sestus; griego antiguo, Σηστός, ἡ; o según otros historiadores griegos Σηστός, ὁ) fue la principal ciudad del Quersoneso Tracio, situada en la parte más estrecha del Helesponto, al noreste de Mádito —ambas en la orilla europea del estrecho de los Dardanelos—, enfrente y al norte de Abidos —situada esta al otro lado del Helesponto, en la costa asiática—, y al este del Cabo Sestias. La tradición la considera fundada por colonos lesbios, probablemente en el siglo VII a. C. Fue el lugar habitual de paso de Europa a Asia durante siglos, hasta que los romanos cambiaron a Galípoli, y hasta entonces fue la ciudad principal de la región. 
El geógrafo griego Estrabón, haciéndose eco de la Ilíada, dice que el séptimo distrito dinástico de Troya abarcaba la región de quienes habitaban entre el río Esepo y la ciudad de Abidos, habitantes a quienes califica de troyanos porque todos los territorios en torno a Abidos estaban al mando de Asio el Hirtácida. De este dice que dominaba Sesto, Arisbe, Percote, Practío y Abidos.
La ciudad fue famosa por el poema sobre la historia mítica de Hero y Leandro. Pero su fama histórica se debe a que fue entre Sesto y Mádito donde terminaban los dos puentes de barcas que el rey Jerjes I de Persia ordenó construir desde Abido para cruzar el Helesponto con su ejército en el 480 a. C. e invadir Grecia.
Después de la batalla de Mícala los atenienses querían recuperar el Quersoneso Tracio y asediaron Sesto donde se habían hecho fuertes los persas, pero que no estaba bien preparada para la defensa. La importancia de Sestos para los atenienses radicaba en su situación estratégica, pues controlaba la ruta comercial del trigo procedente de las llanuras cerealistas de Ucrania. La guarnición persa resistió durante meses hasta que en la primavera del 478 a. C. los atenienses, a las órdenes de Jantipo, entraron allí cuando el hambre hizo rebelarse a los habitantes; el gobernador persa Artaíctes y la mayor parte de los persas huyeron de noche y los habitantes abrieron las puertas.
Figura en los registros de la Liga de Delos, como polis tributaria desde el 446/445  al 421/120 a. C. Es nombrada en IGI3 282.b.I.20, junto con Alopeconeso como bases de la flota confederada que patrullaba las aguas del Helesponto.. Permaneció en el seno de dicha Liga, bajo la hegemonía de Atenas, hasta la batalla de Egospótamos (405 a. C.). Lisandro, el general espartano que venció a los atenienses en dicha batalla, marchó contra los supervivientes que lograron refugiarse en Sesto, tomó la ciudad, y en virtud de un acuerdo dejó partir a los refugiados. Como consecuencia de la derrota del Imperio ateniense en la guerra del Peloponeso, Sesto junto a otras ciudades del Quersoneso se pasó a los espartanos, aliados de los persas. 
Cuando estalló la guerra entre Esparta y el Imperio aqueménida, Sesto tomó partido por los espartanos y rechazó la orden de Farnabazo de expulsar a la guarnición lacedemonia. Hecho que aprovechó en 393 a. C. el strategos (general) ateniense Conón para levantar un sitio a Sestos, pero no pudo conquistarla.
En el 387 a. C., conforme a las estipulaciones de la Paz de Antálcidas recuperó su independencia, pero los persas no tardaron en imponer su dominio y cuando vuelve a ser mencionada estaba bajo dominio del sátrapa Ariobarzanes, que estaba en guerra con Cotis rey de los tracios odrisios . Este sitió la ciudad en el 365 a. C. pero hubo de levantar el asedio ante las fuerzas unidas del general ateniense Timoteo y del rey espartano Agesilao II.
Es posible que por este servicio el sátrapa persa hubiera dado la ciudad a Atenas (y alguna otra ciudad). Cosa que parece extraña; se habría revelado contra los persas (o contra los atenienses) y se habría sometido a Cotis. Pero fue su sucesor, Cersobleptes, quien entregó todo el Quersoneso, incluido Sesto, a Atenas en el año 357 a. C. 
Como la ciudad rechazaba someterse a Atenas, esta envió a Cares (353 a. C.) para conquistarla y fue tomada por asalto y todos los habitantes masculinos fueron ejecutados.
Después, las noticias desaparecen, pero no debió tardar en caer en manos de los macedonios. Alejandro Magno reunió aquí a sus tropas para cruzar a Asia Menor (334 a. C.).
El rey Filipo V de Macedonia en el tratado de paz con Roma, hubo de evacuar Sesto, que fue una de las peticiones que los rodios hicieron a los romanos, ya que les interesaba el libre comercio hacia el mar Negro.
En el 191 a. C. se declaró partidaria de Antíoco III Megas y los romanos la asediaron en el 190 a. C. y se rindió. 
Después fue una ciudad bajo dominio romano. Debió desaparecer al final del Imperio romano con los ataques de los godos.
El lugar de sus ruinas es Zemenic o Jalowa, cerca esta última ciudad de la bahía turca de Ak Bachi Liman. Sobre la colina que domina el puerto de Sesto se alzan las ruinas de la fortaleza de Zemenia, tomada por los otomanos al mando del bey osmanlí Orhan I, quien desde la parte anatólica de los Dardanelos consiguió penetrar con sus tropas en la parte europea.
Heródoto describe Sesto como la plaza fuerte más segura de la región. Según Teopompo era pequeña pero fuertemente fortificada y estaba conectada con su puerto, por muros de dos plethros (61 metros, ¿de ancho?). El orador Pitolao llamó a Sesto el granero de El Pireo, refiriéndose a la importancia de la importación ateniense de grano de la región del Ponto.
Sesto no comenzó a acuñar moneda hasta aproximadamente el año 300 a. C.